# Cosmosoma pseudothia
Cosmosoma pseudothia är en fjärilsart som beskrevs av Hans Zerny 1912. Cosmosoma pseudothia ingår i släktet Cosmosoma och familjen björnspinnare. Inga underarter finns listade i Catalogue of Life.